# Maotianoascus octonarius
Maotianoascus octonarius Chen & Zhou, 1997 è un animale estinto, appartenente agli ctenofori. Visse nel Cambriano inferiore (circa 520 milioni di anni fa) e i suoi resti fossili sono stati ritrovati in Cina.
È uno dei più antichi ctenofori noti.

## Descrizione
Questo animale possedeva un corpo costituito interamente da tessuti molli, ed è noto per alcuni esemplari a conservazione eccezionale, conservatisi in due dimensioni in vista laterale. Il corpo era di forma sferica, formato da otto lobi a forma di petali che si estendevano longitudinalmente. I petali erano strutturati secondo una disposizione ad anello, che suggerisce una simmetria radiale. Ogni lobo possedeva una cresta mediana, che divideva in due la struttura. Ogni faccia del petalo era percorsa longitudinalmente da piccole creste trasversali, affiancate da vaste aree longitudinali lisce. 
Questo animale condivideva con un altro ctenoforo arcaico (Galeactena) una forma del corpo a sacco, un organo apicale con un statolite, otto lobi radianti con lamelle membranose mediali, file a pettine ben sviluppate, e un "velo" orale; tuttavia, Galeactena possedeva un organo apicale più allungato, uno statolite situato più distalmente e una forma del corpo meno arrotondata.

## Classificazione

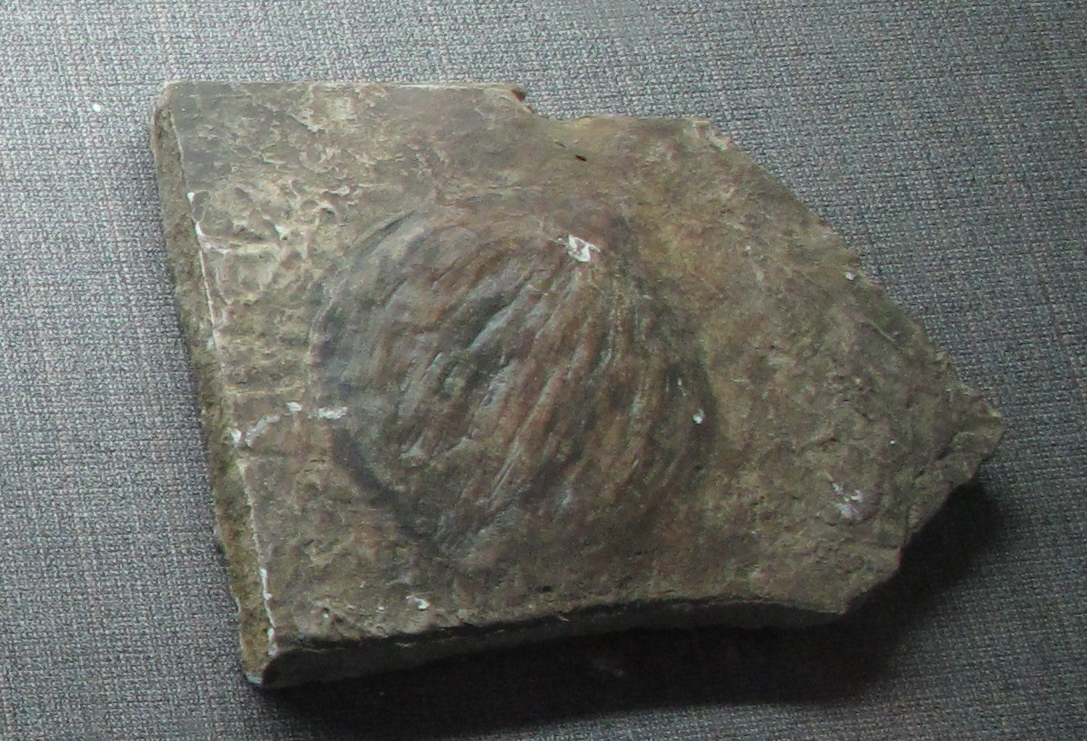
Fossile di Maotianoascus octonarius

Maotianoascus venne descritto per la prima volta nel 1997, ed è stato attribuito da subito agli ctenofori. A differenza di molti omologhi attuali, tuttavia, Maotianoascus era sprovvisto di tentacoli, aveva un corpo sclerotizzato e possedeva otto coppie di righe a pettine. Maotianoascus e i suoi stretti parenti sono stati in seguito riconosciuti in gruppo monofiletico (Scleroctenophora) all'interno degli ctenofori (Ou et al., 2015).